# Лопес Дэвидсон, Густаво
Густаво Лопес Дэвидсон (исп. Gustavo López Davidson; 1 октября 1961, Сан-Сальвадор) — сальвадорский предприниматель и правый политик, в августе 2019 — феврале 2020 председатель партии Националистический республиканский альянс (АРЕНА). Подал в отставку в связи с уголовным преследованием.

## Бизнесмен
Родился в семье крупного предпринимателя, основателя фармацевтической компании Laboratorios López. Окончил католический Университет Святой Марии в Сан-Антонио (США, Техас). По образованию — инженер-технолог фармацевтической промышленности.
Занимался бизнесом на семейных предприятиях. Был генеральным директором, возглавлял советы директоров компаний Laboratorios López S.A. de C.V. и Centrum S.A de C.V. Причсляется к наиболее активным и состоятельным предпринимателям Сальвадора.

## Политик
С подросткового возраста Густаво Лопес Дэвидсон проявлял интерес к политике. Непосредственного участия в гражданской войне 1980-х не принимал, но был активным членом крайне правой партии Националистический республиканский альянс (АРЕНА). С 2003 состоял в высшем партийном органе — Национальном исполнительном совете.
Своим кумиром Густаво Лопес Дэвидсон с юности называл основателя АРЕНА Роберто д’Обюссона, лидера ультраправых сил. Однако его собственная политическая позиция в партийном руководстве была относительно умеренной. Лопес Дэвидсон принадлежит не к «поколению гражданской войны», а к генерации крупных бизнесменов, определяющих политику АРЕНА 2010-х годов.
Весной 2018 Густаво Лопес Дэвидсон заявил о намерении баллотироваться от АРЕНА на пост президента Сальвадора. Однако на партийных праймериз победил другой крупный бизнесмен — Карлос Кальеха. При голосовании 22 апреля 2018 Лопес Дэвидсон получил незначительную поддержку.
На выборах 3 февраля 2019 Карлос Кальеха значительно опередил кандидата ФНОФМ Уго Мартинеса, но проиграл представителю ГАНА Найибу Букеле, который стал главой государства. Третья подряд электоральная неудача побудила АРЕНА произвести смену лидера.

## Лидер
25 августа 2019 Густаво Лопес Дэвидсон сменил Маурисио Интерьяно на посту президента (председателя) партии АРЕНА. Он был избран 15542 голосами, его конкурент врач Франсиско Манзур собрал немногим более 5 тысяч. Победа Лопеса Дэвидсона смотрелась бы убедительно, но следует учитывать, что в голосовании участвовали менее 17 % членов партии.
Политическая программа Густаво Лопеса Дэвидсона предполагает жёсткую борьбу с оргпреступностью и коррупцией. Он намерен активизировать госаппарат на решение этих задач путём привлечения на административные должности людей из бизнес-структур — и при этом заявляет о независимости партии от финансовых групп. Лопес Дэвидсон выступает за максимальное стимулирование частного предпринимательства, децентрализацию системы здравоохранения. Главным своим противником Лопес Дэвидсон назвал «уже не коммунизм, а популизм» (по смыслу, речь идёт об идеологии и практике «социализма XXI века»).
Осенью 2019 года возник резкий конфликт между Густаво Лопесом Дэвидсоном и Наибом Букеле. Президент Сальвадора обвинил президента АРЕНА в хищении оружия на сумму 2 миллиона долларов с целью незаконной торговли (через коммерческие операции компании Centrum с министерством обороны). В ответ Лопес Дэвидсон вчинил Букеле иск на 8 миллионов долларов и обвинил в совершении ряда преступлений.

## Отставка
Уголовное дело и судебный процесс в отношении Густаво Лопеса Дэвидсона отразились на политическом положении возглавляемой им партии. 17 февраля 2020 Лопес Дэвидсон подал в отставку с руководящего партийного поста — дабы его правовые проблемы не подрывали имидж АРЕНА. В партийном руководстве было высказано сожаление в этой связи и выражена благодарность Густаво Лопесу Дэвидсону за эффективное демократическое руководство. Подчёркнуто, что его отставка носит временный характер: предполагается, что после судебного процесса он вернётся на лидерский пост.
Согласно уставу, новым председателем (президентом) АРЕНА стал вице-президент партии Эрик Сальгеро, курировавший вопросы идеологии.

## Личность
Густаво Лопес Дэвидсон женат, имеет четырёх дочерей. Увлекается теннисом и верховой ездой, представлял Сальвадор на международных соревнованиях по этим видам спорта. Характеризует себя как человека «скромного, но страстного». Своим важным позитивным качеством называет конкурентоспособность.